# Estação-fantasma
Estação-fantasma é a designação que se costuma aplicar às estações ferroviárias fora de uso ou de serviço. Podem encontrar-se fora de uso porque a sua construção não foi terminada ou porque, embora tenham estado em uso durante algum momento, foram fechadas por algum motivo.
Esta designação pode aplicar-se ainda a estações que alguma vez foram planejadas, mas nunca construídas, devido a modificações no traçado da rede.

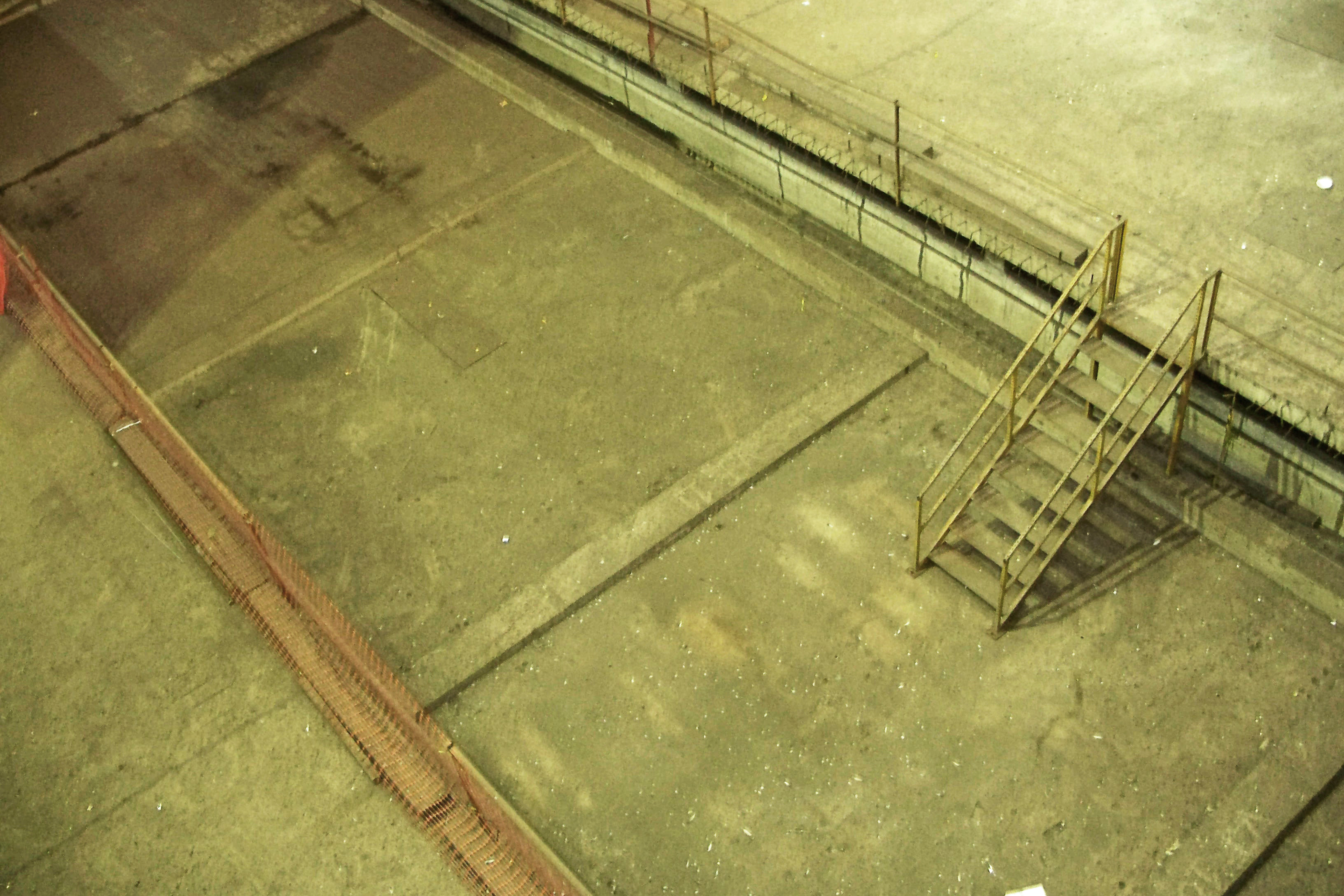
Leito de plataforma abandonado na Estação Pedro II, no Metrô de São Paulo, que serviria para uma linha que não chegou a sair do papel.

Alguns exemplos de estações-fantasma são:
- Linha do Sul (Portugal): Alvito-A (em Monsanto, Lisboa) — construída em 1999; sem acabamentos e nunca inaugurada.
- Cercanías Barcelona: Vallcarca
- Cercanías Málaga: estação perto de Campamento Benitez
- Ferrocarrils de la Generalitat Valenciana: Faitanar.
- Metrô de Barcelona: estações de Gaudí, Correus e Banc.
- Metrô de Berlim: as que cruzavam o Muro de Berlim e que foram fechadas durante a Guerra Fria.
- Metrô de Estocolmo: Estação de Kymlinge (nunca inaugurada).
- Metrô de Londres: As estações-fantasma do Metro de Londres contam-se às dezenas. Algumas existem há décadas e encontraram uso como refúgios durante a Segunda Guerra Mundial ou como local para filmagens.
- Metrô de Madrid: estações de Chamberí (agora museu) e as de Arroyo del Fresno e Hospital del Henares (não inauguradas).
- Metrô de Paris: várias estações, entre as quais Haxo (nunca inaugurada).
- Metrô de Santiago: várias.
- Metrô de Buenos Aires: San José vieja, Pasco sul e Alberti norte.
- Metrô de Monterrey: Lerdo de Tejada foi inaugurada anos depois da construção da linha 1 do metro
- Metrô do Rio de Janeiro: Estações Morro São João e Carioca possuem plataformas nunca utilizadas e prontas há mais de vinte anos.
- Metrô de São Paulo: Estações Paraíso e Pedro II têm plataformas nunca utilizadas abaixo do nível atual do metrô.